# Strandgaper (bier)
Strandgaper is een Belgisch bier. Het wordt gebrouwen door de Scheldebrouwerij te Meer, een deelgemeente van Hoogstraten

## Het bier
Strandgaper is een fris blond bier van hoge gisting met een alcoholpercentage van 6,2%. Het bier heeft een fruitig aroma en een licht bittere smaak. Het wordt gebrouwen sinds 1996.
- Kleur: Blond
- Geur: Citrus
- Smaak: Fris & strak
- Afdronk: Subtiel bitter

## Achtergrond
De naam verwijst naar de Strandgaper, een schelpdier dat ook in de Schelde voorkomt. Op het etiket van het bier staan twee wildemannen. Deze zijn typisch voor de Scheldebrouwerij. Zij verwijzen naar Bergen op Zoom, de Nederlandse gemeente die twee wildemannen in het wapenschild draagt en geboortegrond van de brouwerij. De wildemannen zitten in een bootje en een van hen heeft een reusachtige schelp bij zich.

Aanvankelijk was de brouwerij gevestigd in Nederland en werd Strandgaper daar ook gebrouwen. In 2008 verhuisde Scheldebrouwerij naar België.

## Prijzen
- 2019 – Goud – World Beer Awards (Pale beer – Golden ales)
- 2019 – Goud – Brussels Beer Challenge (Pale & Amber ale – Light bitter blond / Golden Ale)
- 2020 – Goud – World Beer Awards – (Pale beer – Belgian style Blond)